# Ariella Ferrera
María Restrepo (Medellín, Antioquia; 15 de enero de 1979) es una actriz pornográfica colombiana de nombre artístico Ariella Ferrera.

## Carrera
Al cumplir cinco años se marchó junto a su familia a la ciudad estadounidense de Chicago (Illinois). Allí pasó su juventud y fue donde estudió y trabajó como higienista dental.
Comenzó a trabajar en la industria pornográfica durante el año 2005, y ha aparecido en importantes empresas pornográficas como Brazzers, Mile High, Pulse Distribution, Girlfriends Films, Bangbros, Digital Playground o Mofos.